# Határhegy (Ungvári járás)
Határhegy (ukránul: Загорб [Zahorb]) falu Ukrajnában, Kárpátalján, az Ungvári járásban.

## Fekvése
Nagybereznától északkeletre, Patakófalu és Fenyvesvölgy között fekvő település.

## Nevének eredete
A Zahorb név szláv eredetű, az ukrán gorb, a ruszin gorb, melyeknek magyar megfelelője: domb, halom, púp ragozott alakja. Magyar jelentése: dombon túl, domb mögé.
Mai Határhegy nevét 1903-ban kapta.

## Története
Határhegyet (Zahorb) 1582-ben említették először Zahorb néven. 1773-ban Zahorb, 1800-ban Zahor, 1808-ban Zahorb, 1913-ban Határhegy' néven írták.
1910-ben 588 lakosából 9 magyar, 30 német, 549 ruszin volt. Ebből 17 római katolikus, 537 görögkatolikus, 30 izraelita volt. A trianoni békeszerződés előtt Ung vármegye Nagybereznai járásához tartozott.

## Népesség
| 2001 | 549 |

A népesség anyanyelv szerinti megoszlása a teljes népesség %-ában (2001)

## Közlekedés
A települést érinti a Csap–Ungvár–Szambir–Lviv-vasútvonal.